# Marcin z Leónu
Marcin z Leónu (ur. ok. 1130 w León, zm. 12 stycznia 1203 tamże) – hiszpański augustiański kanonik regularny, święty Kościoła katolickiego.
Był synem Eugenii i Jana. Po śmierci matki, razem z ojcem, wstąpił do miejscowych augustiańskich kanoników przy kościele św. Marcelego, gdzie zdobył wykształcenie. Wkrótce został wyświęcony na kapłana. Po śmierci ojca udał się z pielgrzymką do Rzymu, Konstantynopola i Jerozolimy. Po powrocie do  León wstąpił do klasztoru św. Izydora.
Tam zmarł w dniu 12 stycznia 1203 roku.
Jego wspomnienie liturgiczne obchodzone jest w dzienną pamiątkę śmierci.
W Zakonie Kanoników Laterańskich wspomnienie ma charakter obowiązkowy.